# Bernd Slaghuis

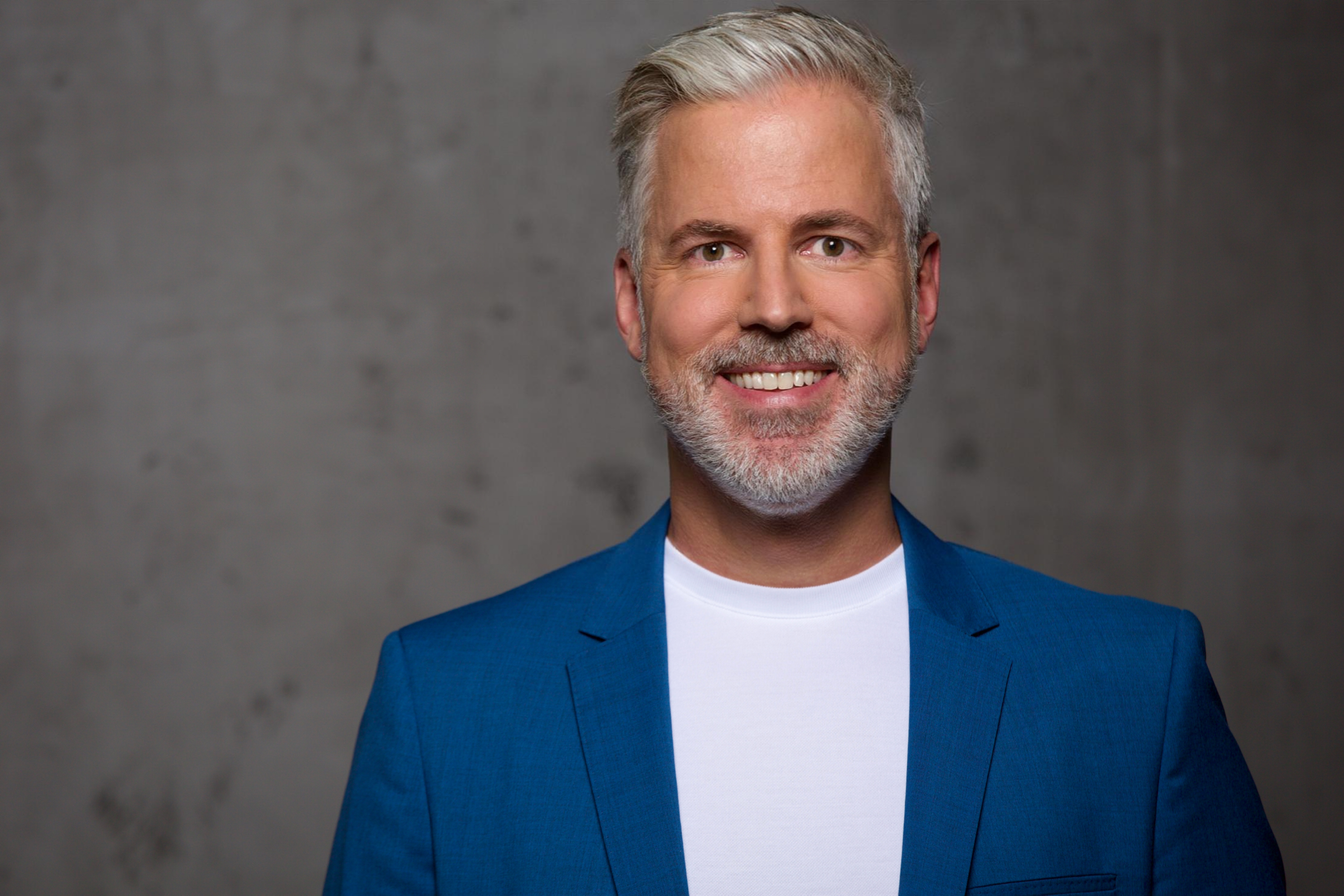
Bernd Slaghuis, 2025

Bernd Slaghuis (* 1972 in Mönchengladbach) ist ein deutscher Karriereberater, Autor und Kolumnist. Er hat ein Büro in Köln und ist spezialisiert auf berufliche Neuorientierung, Karriereplanung, Bewerbung und Führung. Bekannt wurde er unter anderem durch seine Kolumnen im Nachrichtenmagazin Der Spiegel sowie durch seine Auftritte und Beiträge in weiteren überregionalen Medien.

## Werdegang
Slaghuis absolvierte nach dem Abitur und Zivildienst eine Ausbildung zum Bankkaufmann in Mönchengladbach. Anschließend studierte er von 1996 bis 2001 Wirtschaftswissenschaft an der Ruhr-Universität Bochum. 
Von 2001 bis 2005 war Slaghuis als wissenschaftlicher Mitarbeiter am Lehrstuhl für Betriebswirtschaftslehre, insbesondere Unternehmensforschung und Rechnungswesen an der Ruhr-Universität Bochum tätig. Seine Dissertation trägt den Titel Vertragsmanagement für Investitionsprojekte und erschien 2005 im Peter Lang Verlag. Sie wurde zugleich als Band 71 der universitären Schriftenreihe Bochumer Beiträge zur Unternehmensführung veröffentlicht.
Von 2005 bis 2010 war Slaghuis bei der Roland Rechtsschutz-Versicherungs-AG in Köln angestellt, zunächst als Referent des Vorstandsvorsitzenden und ab 2007 als Leiter Unternehmensentwicklung und Controlling.

## Selbstständigkeit und öffentliche Wahrnehmung
Seit 2011 ist Slaghuis als selbstständiger Karriereberater tätig. Er absolvierte eine Ausbildung zum systemischen Coach an der Coaching-Akademie ascoach in Köln. Neben seiner Tätigkeit betreibt er den Blog Perspektivwechsel.
Slaghuis wurde mehrfach als „Top-Mind“ bei Xing ausgezeichnet (2019, 2020, 2021 und 2023) sowie 2022 von LinkedIn als „Top Voice“ im Bereich „Job & Karriere“ hervorgehoben.
2022 prägte Slaghuis den Begriff Blind Signing für das unüberlegte Unterzeichnen von Arbeitsverträgen ohne vollständige Prüfung. Der Begriff wurde anschließend von verschiedenen Medien wie t3n, Business Punk, arbeits-abc.de und Zeit Online aufgegriffen.

## Medienpräsenz
Slaghuis wurde in überregionalen Medien zitiert, darunter das Handelsblatt, die Wirtschaftswoche, Business Insider, Süddeutsche Zeitung, Capital sowie die Bild.
Er war mehrfach Gast im Sat.1-Frühstücksfernsehen und bei Volle Kanne im ZDF. Er trat auch in Podcasts auf, etwa bei SWR3, Deutschlandfunk Nova, im F.A.Z. Podcast für Deutschland und im Podcast „Team A“ von Harvard Business Manager. Zudem erschien ein Interview mit ihm im Manager-Magazin.
Er veröffentlichte zudem Beiträge als Karriereexperte bei Focus Online und ist regelmäßig als Experte im RedaktionsNetzwerk Deutschland (RND) sowie für die Deutsche Presse-Agentur (dpa) tätig.

## Veröffentlichungen (Auswahl)
- Bernd Slaghuis: Vertragsmanagement für Investitionsprojekte. Peter Lang Verlag, 2005, ISBN 3-631-54210-0.
- Bernd Slaghuis, Nico Rose: Besser arbeiten: 66 Impulse für eine menschlichere Arbeitswelt und mehr Freude im Beruf. Haufe Verlag, 2020, ISBN 978-3-648-14288-2.
- Bernd Slaghuis: „Wertebasiertes Karriere-Coaching.“. In: Nico Rose (Hrsg.): Management Coaching und Positive Psychologie. Haufe Verlag, 2021, ISBN 978-3-648-15580-6.
- Bernd Slaghuis: Interview: „Die eigenen Bedürfnisse und Werte ernst nehmen.“. In: IHK-Position. Frühjahr 2025. ihk-position.de